# Matamoros (Coahuila)
Matamoros è una municipalità del Messico, situata nello stato di Coahuila, il cui capoluogo è  la località di Matamoros de la Laguna.